# Gerhard Funke
Gerhard Bernhard Otto Funke (* 21. Mai 1914 in Leopoldshall; † 22. Januar 2006 in Eutin) war ein deutscher Philosoph und Hochschullehrer.  Kern seiner Forschung und Lehre war die Methode der Transzendentalphilosophie kantischer und husserlscher Prägung mit dem Ziel der Rechenschaft  und Letztbegründung der condition humaine.

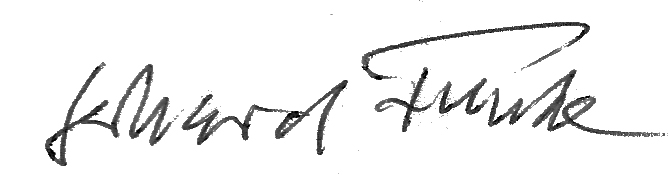
Signatur 1994

## Werdegang
Gerhard Funke besuchte das Gymnasium in Dessau. Nach Abitur und Arbeitsdienst begann er ein Studium der Philosophie, Psychologie, Geschichte, Germanistik und Romanistik. Er besuchte Veranstaltungen an hörte er an der Rheinischen Friedrich-Wilhelms-Universität Bonn bei Erich Rothacker, Ernst Robert Curtius und Heinrich Lützeler. Hinzu kamen Studienaufenthalte an der Albert-Ludwigs-Universität Freiburg mit Vorlesungen bei Martin Heidegger und an der Universität Jena bei Bruno Bauch. Mit einer Doktorarbeit über den Möglichkeitsbegriff in Leibnizens System. wurde er 1938 promoviert.
Anschließend ging er auch aus politischen Motiven als Lektor an die Sorbonne und die École normale supérieure in Paris. 1939 nahm er eine Tätigkeit als Lektor in Pamplona und Santander wahr. Im Zweiten Weltkrieg war er als Offizier bis 1945 im Einsatz und wurde mehrfach verwundet.
1947 habilitierte er sich über Maine de Biran: Maine de Biran – philosophisches und politisches Denken zwischen Ancien Régime und Bürgerkönigtum in Frankreich. Im Anschluss arbeitete er bis 1957 als Privatdozent in Bonn. Nach einem Jahr (von 1958 bis 1959) als Professor in Saarbrücken wechselte er an die Johannes Gutenberg-Universität Mainz, an der er bis zu seiner Emeritierung lehrte. Er war Nachfolger Gottfried Martins. Von 1965 bis 1967 war er Rektor der Universität. In Mainz begründete er mit Gottfried Martin die Kant-Gesellschaft neu und wirkte auch an der Neugründung der Kant-Forschungsstelle mit. In den Jahren 1974, 1981 und 1990 war er verantwortlich für die Durchführung von internationalen Kant-Kongressen. Er war Gastprofessor in Argentinien, Bolivien, Indien, Japan, Puerto Rico, den USA und Venezuela.
Die letzten Lebensjahre verbrachte er in Bosau am Plöner See. Seine Privatbibliothek steht geschlossen bei den Historischen Sammlungen der Zentral- und Landesbibliothek Berlin.

## Mitgliedschaften und Funktionen
Funke war Mitglied des Vorstands der Kant-Gesellschaft, Mitherausgeber der Kant-Studien und Mitglied der Mainzer Akademie der Wissenschaften. 1988/89 war er stellvertretender Vorsitzender des Göttinger Arbeitskreises.

## Philosophische Forschung
Seine Publikationen decken ein breites Spektrum von philosophischen Themen ab. Hierzu gehören eine Aufsatzsammlung „Zur transzendentalen Phänomenologie“ (1957), Monographien über „Gewohnheit“ (1958), „Phänomenologie – Metaphysik oder Methode?“ (1968), „Von der Aktualität Kants“ (1979) oder das pseudonym erschienene „Bestiarium philosophicum“ (1976).

„Das weite Feld der „Gewohnheiten“, die Verwicklungen des Bewußtseins in geschichtlich konkrete Mentalitäten (Maine de Biran), die Textur der europäischen „Aufklärung“ (1963) und das topische Denken (Rothacker), all das muß beschrieben und dargestellt werden; aber es verlangt auch nach rationaler Strukturierung, für deren genauere, formale Bestimmung Kant und Husserl die Perspektiven eröffnen. Außer in seinen Büchern hat Funke diesen Spannungsbogen in vielen thematisch scheinbar weit auseinander liegenden Essays, Artikeln und Vorträgen aufgespannt und für den aufmerksamen Leser nachvollziehbar gemacht.“

## Ehrungen
- Vizepräsident der Société européenne de culture (1964–1972), Vorstand 1972–1993
- Mitglied des Institut international de philosophie, Paris (1972)
- Mitglied des Centro Superiore de Logica e Scienze Comparate (1972)
- Präsident des 4., 5., 6. und 7. Kant-Kongresses
- Mitglied der Akademie der Wissenschaften und der Literatur Mainz (1975)
- Mitglied der Real Academia de Ciencias Exactas, Físicas y Naturales (1986)
- Vorsitzender des Husserl-Symposions Mainz (1988)
- Mitglied der  Österreichischen Akademie der Wissenschaften
- Ehrenvorsitzender der Kant-Gesellschaft
- Professor h. c. der Universidad Nacional Mayor de San Marcos, Lima
- Griechische Aristoteles-Medaille (1978)
- Bundesverdienstkreuz am Bande (1979)[3]
- Medaille des Collège de France (1984)

## Veröffentlichungen (Auswahl)
- Der Möglichkeitsbegriff in Leibnizens System. Köllen, Bonn 1938 (= Dissertation Universität Bonn).
- Maine de Biran. Philosophisches und politisches Denken zwischen Ancien Régime und Bürgerkönigtum in Frankreich. Bouvier, Bonn 1947.
- Zur transzendentalen Phänomenologie. Bouver, Bonn 1957.
- Gewohnheit. Bouvier, Bonn 1958 (2. Aufl. 1961).
- (Hrsg.): Die Aufklärung. In ausgewählten Texten dargestellt und eingeleitet. Köhler, Stuttgart 1963.
- Beantwortung der Frage, welchen Gegenstand die Philosophie habe oder ob sie gegenstandslos sei (= Mainzer Universitätsreden, Bd. 26). Kohl, Mainz 1965.
- Phänomenologie – Metaphysik oder Methode? (= Mainzer philosophische Forschungen, Bd. 1). Bouvier, Bonn 1966 (2. Aufl. 1972).
- Gutenberg im Zeitalter der großen Wende (= Kleiner Druck der Gutenberg-Gesellschaft, Bd. 82). Mainz 1968, ISBN 3-7755-0089-8.
- Verantwortung vor der Gesellschaft oder Verantwortung vor der Sache? Von der Sozialrelevanz des ‚Elfenbeinernen Turmes‘ (= Reden zur Zeit, Bd. 12). Naumann, Würzburg 1976.
- Von der Aktualität Kants (= Mainzer philosophische Forschungen, Bd. 20). Bouvier, Bonn 1979, ISBN 3-416-01415-4.
- Unsere politische Provinz. Verlorener Halt, vergessene Geschichte, verkannte Kultur. Bouvier, Bonn 1988, ISBN 3-416-02157-6.
- Zur Signatur der Gegenwart (= Conscientia, Bd. 15). Bouvier, Bonn 1990, ISBN 3-416-02035-9.
- Abdankung der Bewußtseinsphilosophie? (= Conscientia, Bd. 1). Bouvier, Bonn 1990, ISBN 3-416-02034-0.